# Ignacio Braulio Anzoátegui

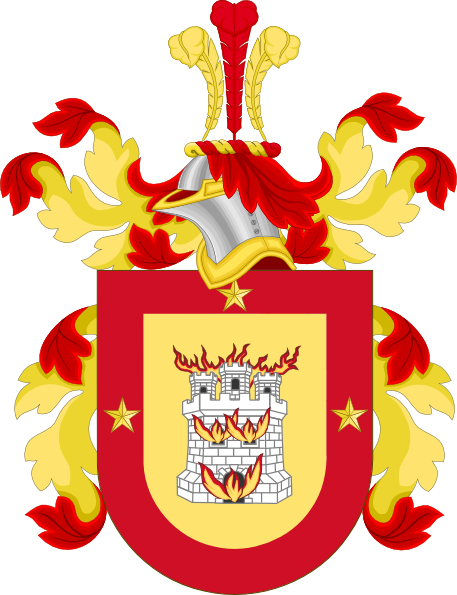
Escudo de Armas de la familia Anzoátegui.

Ignacio Braulio Anzoátegui fue una personalidad de la Argentina, que se dedicó al campo de las letras, el Derecho y la docencia. Nacionalista católico, sus escritos ensayísticos y periodísticos se caracterizaron por su mordacidad  sus dos libros de aforismos están repletos de arengas antisemitas. Se desempeñó en el fuero civil de la justicia nacional entre 1937 y 1955, sucesivamente como secretario de juzgado, asesor de menores e incapaces y, finalmente, como juez.